# Adolphe Asseline
Pour les articles homonymes, voir Asseline.
Adolphe Jean René Asseline, né le 26 mars 1806 et mort le 18 octobre 1891 à Narcy (Nièvre), est un conseiller royal.

## Famille
Son père, Jean François Asseline (1767-1832) épouse en 1796, en premières noces, Louise Marie Joséphine Vattebaut avec qui il divorce en 1797. Adolphe Asseline est l'enfant naturel d'Anne Nicole Suseron née en 1785. Il est âgé de 5 ans lors du mariage de ses parents qui a lieu le 26 juin 1811 à Paris. Les témoins sont Florent-Guiot (1755-1834), ancien Conventionnel et substitut du procureur impérial au Conseil des prisons, et Victor-Donatien de Musset (1768-1832), son collègue au ministère et père du poète Alfred de Musset (1810-1857), tous les deux amis de l'époux, et François Dumas, chef de bureau au ministère des cultes et Jean Alexandre Gobert , employé, amis de l'épouse. Ils logent lors de leur mariage, au 53 de la rue des Saints-Pères à Paris. François Asseline est un orléaniste de cœur comme toute sa famille durant deux siècles. Il commence sa carrière comme secrétaire du duc d'Orléans (1747-1793), dit Philippe Égalité sous la Révolution. Après l'exécution du duc d'Orléans, il devient secrétaire dans les ministères et adjudant du génie. Sa facilité d'écriture et ses dispositions intellectuelles lui permettent d'être rédacteur de discours.  il est sous chef au bureau du ministère de la Guerre sous le Premier Empire et sous la Restauration.
Ses grands-parents paternels sont Jean François Asseline, né vers 1740, fourrier des logis de Son altesse Monseigneur le duc d'Orléans, Louis-Philippe d'Orléans (1725-1785) et Geneviève Guignon 1745-1826, et ses arrière-grands-parents paternels sont Jean Asseline, palefrenier de la maison d'Orléans, et Renée Manassy.
Son grand-oncle dont il porte le prénom, Mgr Jean-René Asseline (1742-1813) a été élevé par les soins de la famille d'Orléans. La Révolution lui permet d'être le premier évêque non noble, nommé évêque de Boulogne et sacré le 2 janvier 1790. Il est le confesseur de Maximilien de Robespierre au collège Louis-le-Grand à Paris avant la Révolution. Il sera en 1807, le confesseur du duc et de la duchesse d'Angoulême sœur de Louis XVII et il succédera à l'abbé Henri Edgeworth de Firmont comme aumônier de Louis XVIII, à Mitau en Courlande. Il vécut avec la famille royale jusqu'à sa mort à Hartwell en Angleterre, en 1813.
Sa grand-tante, Marianne Berthe Asseline est encore, en 1789, femme de chambre de la marquise de Crussol d'Amboise, née Claude Angélique Bersin (1730-1794) dont elle partage le sort, sauf la mort. La marquise de Crussol est l'épouse séparée de son mari Anne Emmanuel de Crussol d'Amboise, guillotiné le 26 juillet 1794. Elle est mise aux arrêts le 17 septembre 1793, d'abord dans la prison des Anglaises 17 jours, puis dans la prison du Luxembourg 10 jours. Puis elle retourne dans son hôtel de la rue Saint-Florentin no 675 (11 rue Saint-Florentin) à Paris, sous la garde de trois membres du Comité de surveillance de la Section des Tuileries, le chirurgien Pierre Lapeyre 30 ans, le cordonnier Pierre Laville 31 ans et le perruquier Jean Huet 32 ans. Ses trois gardiens sont mis au secret et guillotinés le 17 avril 1794. Le 20 avril 1794, elle sera réintégrée dans une maison d'arrêt, ou elle continuera à rester détenue. La marquise de Crussol d'Amboise est guillotinée le 10 mai 1794 à Paris avec Madame Élisabeth, sœur de Louis XVI, et avec de nombreuses femmes et des hommes dévoués à Marie-Antoinette et partisans de la Monarchie. Marianne Berthe Asseline est elle aussi emprisonnée à la Conciergerie, mais elle doit son salut à ce qu'elle a informé qu'il existe entre les mains d'une domestique de la femme Crussol, condamnée à mort et exécutée en vertu du jugement du Tribunal révolutionnaire, quantité de bijoux et autres effets précieux appartenant présentement à la République, décidant l'envoi d'un extrait certifié de la déclaration déposée au Comité de sûreté générale par la femme du gardien de la Conciergerie etc.
Il  habite rue de Furstemberg 3 ter à Paris et il devient le 19 avril 1832 à la mort de son père, Jean François Asseline qui est le tuteur de Théophile 16 ans et Henry Dumangin 9 ans, à la mort de leur père, le docteur Jean-Baptiste Dumangin, survenue le 26 mars 1826, leur protecteur.
Sa tante, Jeanne Asseline est baptisée le 6 février 1773 à Paris.
Il se marie à Paris, le 6 juin 1832 avec Laure Constance Chastellain née en 1811, fille de Marie Joseph Chastellain décédé et de Marie Constance Lelièvre sa veuve qui est liée à la famille maternelle du docteur Jean-Baptiste Dumangin. Leurs ancêtres communs sont Louis Le Grand (1649-1735) et Barbe Le Boucher (1649-1714), mariés en 1671.
Le 12 août 1833 est né leur fils, René Jean François Asseline à Paris.

## Biographie
Sa famille a été, depuis Philippe de France, second fils de Louis XIII, qui, en 1660, à la mort de Gaston d'Orléans, prend le titre de duc d'Orléans et fonde la quatrième maison de ce nom, au service de la maison d'Orléans, de père en fils.
Adolphe Asseline entre à l'âge de 22 ans, le 1er novembre 1828, dans l'administration du duc Ferdinand-Philippe d'Orléans (1810-1842), dont il est le secrétaire. Il accompagne le duc d'Orléans en Algérie à la Bataille de Mascara, novembre et décembre 1835 contre l'émir Abd el-Kader. En 1837, il est choisi pour servir de secrétaire des commandements de son épouse, S A. R. Madame la duchesse d'Orléans, Hélène de Mecklembourg-Schwerin (1814-1858),. Puis après le décès accidentel du duc le 13 juillet 1842, il devient, en 1858, le transmetteur de la mémoire de la famille d'Orléans et le confident de leurs fils Philippe d'Orléans (1838-1894), comte de Paris et Robert d'Orléans, duc de Chartres (1840-1910).
Par la loi du 26 mai 1848, les membres de la maison d'Orléans sont bannis du territoire national, Adolphe les accompagne en Angleterre.
Il a certainement acheté la propriété d'Artonne, commune de Narcy dans le département de la Nièvre, à son protégé Théophile Dumangin qui a fait construire la maison du domaine . En 1853, Adolphe Asseline en est déjà propriétaire. À Artonne, il reçoit beaucoup de personnalités attachées à la famille d'Orléans, entre autres le peintre orientaliste Adrien Dauzats qui peint de nombreux paysages de la Nièvre, aujourd'hui perdus.
Le photographe Alphonse Delaunay (1827-1906), mari de sa nièce, Marie Chastellain (1836-1890), a édité en 1864 un livre de photos Souvenir d'Artonne représentants la propriété d'Adolphe Asseline et ses environs. L'ouvrage est composé de 31 épreuves d'époque sur papier albuminé.
Adolphe Asseline meurt le 18 octobre 1891, à l'âge de 85 ans, dans sa maison d'Artonne à Narcy dans le département de la Nièvre.